# Angels Crest
Angels Crest je americko-kanadský hraný film z roku 2011, který režírovala Gaby Dellal podle stejnojmenného románu Leslie Schwartz.

## Děj
V malém horském městečku dojde k tragédii. Ethan si se svým tříletým synem Nathanem udělá výlet do hor. Nechá ho na chvíli v autě a po návratu najde auto prázdné. Pátrací akce nepřinese pozitivní výsledek, Nathan je nalezen druhého dne umrzlý. Ethan je vyšetřován pro smrt z nedbalosti. Každý v městečku, kdo Nathana znal, se s jeho smrtí vyrovnává po svém.

## Obsazení
| Thomas Dekker      | Ethan   |
| Lynn Collins       | Cindy   |
| Elizabeth McGovern | Jane    |
| Joseph Morgan      | Rusty   |
| Jeremy Piven       | Jack    |
| Mira Sorvino       | Angie   |
| Kate Walsh         | Roxanne |